# Traben-Trarbach (Verbandsgemeinde)
Traben-Trarbach é uma Verbandsgemeinde do distrito de Bernkastel-Wittlich, Renânia-Palatinado, Alemanha. A sede é o município de Traben-Trarbach.
A Verbandsgemeinde Traben-Trarbach consiste nos seguintes municípios:
1. Burg
2. Enkirch
3. Irmenach
4. Lötzbeuren
5. Starkenburg
6. Traben-Trarbach